# Manilkara elata
Manilkara elata är en tvåhjärtbladig växtart som först beskrevs av Allemão och Friedrich Anton Wilhelm Miquel, och fick sitt nu gällande namn av Joseph Vincent Monachino. Manilkara elata ingår i släktet Manilkara och familjen Sapotaceae. IUCN kategoriserar arten globalt som starkt hotad. Inga underarter finns listade i Catalogue of Life.